# Ylläs
Ylläs – góra położona w dystrykcie Kolari, w prowincji Laponia, w północnej Finlandii. Mieści się tu popularny ośrodek narciarski posiadający 330 km narciarskich tras biegowych, z 38 km jest oświetlana po zmroku, 61 stoków narciarskich i 29 wyciągów.
Leży w pobliżu innych wznieiseń: Kukastunturi, Lainiotunturi, Kuertunturi, Kesänki, Pyhätunturi i Aakenustunturi.